# حركة عموم المايا
حركة رابطة المايا هي حركة سياسية عرقية تجمع بين شعب المايا في غواتيمالا والمكسيك. ظهرت الحركة في أواخر عقد 1980 وأوائل عقد 1990 كرد فعل على تهميش سياسي طويل الأمد عانى منه السكان الأصليون في غواتيمالا، تحديداً لمواجهة سياسات مكافحة التمرد العنيفة التي تضرر منها السكان الأصليون خلال الحرب الأهلية الغواتيمالية. تم تنظيم الحركة حول أيديولويجة تسعى لتوحيد المتحدثين بلغات المايا العديدة في غواتيمالا ضمن هوية ثقافية وإثنية مشتركة واحدة. لم تكن هذه الحركة بديلاًعن أي من الحزبين المتنازعين في الحرب الأهلية- الثوار الشيوعيون والحكومة المحافظة. لعب اللغويون من شعب المايا الأصلي الذين تدربوا على يد لغويين من أمريكا الشمالية دوراً عظيماً في تنظيم الحركة. اكتسبت الحركة مكانة بارزة في الحياة السياسية في غواتيمالا بعد عقد اتفاق سلام عام 1996.

## خلفية
تتكون حركة عموم المايا من أكثر من 20 مجموعة تتحدث لغات مايا مختلفة. على الرغم من أن السكان الأصليين في غواتيمالا يشكلون حوالي نصف مجموع السكان، إلا أنهم غير ممثلين ويعانون من التمييز.
كانت الوحدة صعبة خلال الحرب الأهلية القمعية، ما ساهم في بقاء شعوب المايا مشتتين. كانت منظمات المايا غالباً محلية تُعنى بمجموعة صغيرة من السكان معظمهم من المجموعة اللغوية. من العوائق التي تحول دون الوحدة تنوع اللغات، الأمر الذي يصعّب من التنسيق بين السكان الأصليين. تشمل الحواجز الجغرافية عدم إمكانية تركيز المايا في منطقة واحدة في غواتيمالا وغالبية السكان يعيشون في مناطق ريفية، ما يجعل التنسيق العملي صعباً. أما الحواجز الاجتماعية والاقتصادية فتشمل ارتفاع معدلات الفقر وقلة الموارد مقارنة بالعرقيات الأخرى.

### التعبئة والحشد
بدأت حركة عموم المايا الحشد الرسمي عندما بدأت المنظمات بالمطالبة بحقوق الأصليين صراحة. ركزت هذه المنظمات على إنشاء وحدة المايا وتوحيد السكان في جميع أنحاء البلاد. ساندت المنظمات المطالب بالاستقلال السياسي وحفظ اللغة والحصول على الأراضي وإحياء الثقافة.
نشأت الحركة مع حركات أخرى ظهرت في أنحاء أمريكا اللاتينية.
ابتعدت الحركة عن النشاطات السابقة للسكان الأصليين التي برزت من خلال تنظيمات الفلاحين، لكنها لم ترفع أي مطالب عرقية. فقد انضمت سابقاً لمنظمات الفلاحين لأن إنشاء تنظيمات ذات مطالبات صريحة يسمح لها بأن تكون هدفاً سهلاً للتمييز.
لقد ساعد الدعم الدولي لحقوق السكان الأصليين في ذلك الوقت في التغيير.